# Włókniarz Pabianice
Włókniarz Pabianice – polski klub piłkarski z siedzibą w Pabianicach występujący w sezonie 2025/2026 w klasie okręgowej (grupa Łódź).

## Informacje ogólne
- Pełna nazwa: MUKS Włókniarz Pabianice
- Data założenia: 1946
- Adres: ul. Grota Roweckiego 3; 95-200 Pabianice
- Barwy: niebiesko-biało-zielone
- Prezes: Adas Marciniak
- Trener: Artur Dziuba
- Dyrektor sportowy: Jakub Waszczuk

## Stadion
Stadion Włókniarza znajduje się przy ul. Grota Roweckiego 3 i jest własnością Miejskiego Ośrodka Sportu i Rekreacji w Pabianicach.

## Historia
Powstały w 1946 Włókniarz rozegrał w sumie 10 sezonów w II lidze (dziś I). Po raz pierwszy awansował do niej w 1967. Przygoda z tą klasą rozgrywkową trwała jedynie rok. Najdłużej w II lidze Włókniarz zadomowił się w latach 80. ubiegłego stulecia, kiedy to rozegrał w niej aż 6 sezonów z rzędu. Ostatni raz na zapleczu ekstraklasy pojawił się w sezonie 1993/1994. Od 1995 na krótko pabianiccy piłkarze grali jako Trzy Korony, pozbywając się tym samym swojej historycznej nazwy - Włókniarza. W 1996 po raz ostatni grano w piłkę w Pabianicach na poziomie rozgrywek centralnych. Z kolei po zakończeniu sezonu 2012/2013 wycofano drużynę z IV ligi (de facto 5. poziom) z powodów finansowych. Od nowego rozpoczęto zmagania w Klasie A.
W przeszłości Włókniarz był klubem wielosekcyjnym. Oprócz piłki nożnej, uprawiano także boks, tenis, lekkoatletykę, piłkę ręczną, strzelectwo oraz koszykówkę, która należała do najlepszych sekcji w kraju.

## Nazwy
- 1946 - Międzyzakładowy Robotniczy Klub Sportowy Włókniarz
- 1994 - Miejski Klub Sportowy Trzy Korony
- 2007 - Uczniowski Klub Sportowy Włókniarz
- 2013 - Miejski Uczniowski Klub Sportowy Włókniarz

## Sukcesy
Największym sukcesem klubu było zajęcie 5. miejsca w sezonie 1983/1984 w II lidze grupie II.

## Zawodnicy
Wychowankiem Włókniarza są m.in. Paweł Janas, były trener i selekcjoner reprezentacji Polski oraz Piotr Nowak, były zawodnik reprezentacji Polski oraz były działacz i trener klubu amerykańskiej ligi MLS – Philadelphia Union.

### Kadra z sezonu 2021/2022
- Bramkarze: Adrian Włodarczewski, Adrian Olejnik, Hubert Jędrzejczyk
- Obrońcy: Dawid Acela, Damian Froncala, Kacper Kosmala, Michał Mendak,  Krzysztof Rudzki, Piotr Maślakiewicz, Maksymilian Kowalski, Jan Stokłosa
- Pomocnicy: Jakub Dobroszek, Mateusz Bieliński, Damian Madaj, Arkadiusz Stokłos,  Wojciech Mordziakowski, Bartosz Jarych, Bartłomiej Wołynkiewicz, Sebastian Dresler
- Napastnicy: Grzegorz Gorący, Tomasz Sęczek, Adrian Pędziwiatr, Patryk Sumera, Jakub Rozwandowicz